# جون واتسون (لاعب كرة قدم)
جون واتسون (بالإنجليزية: John Watson)‏ (1 يناير 1877 بدندي في المملكة المتحدة - ) هو مدرب كرة قدم ولاعب كرة قدم بريطاني (وحمل سابقاً جنسية المملكة المتحدة لبريطانيا العظمى وأيرلندا) في مركز الدفاع. لعب مع توتنهام هوتسبير ونادي إيفرتون ونادي دندي ونادي غيلينغهام وDundee Wanderers F.C. ‏.